# Грабе (Велицький повіт)
Грабе (пол. Grabie) — село в Польщі, у гміні Величка Велицького повіту Малопольського воєводства.
Населення — 722 особи (2011).

## Демографія
Демографічна структура станом на 31 березня 2011 року:
|          | Загалом | Допрацездатний вік | Працездатний вік | Постпрацездатний вік |
| -------- | ------- | ------------------ | ---------------- | -------------------- |
| Чоловіки | 350     | 71                 | 243              | 36                   |
| Жінки    | 372     | 84                 | 214              | 74                   |
| Разом    | 722     | 155                | 457              | 110                  |